# Nisbeth
Nisbeth är en svensk adlig ätt.
Släkten härstammar från godset Nisbeth i Berwickshire i Skottland där den är känd sedan 1296 genom James och John Nisbeth och har förgrenat sig i ett flertal hus. Stamfader för den svenska ättegrenen är William (Wellam) Nisbeth av huset Rochelle (1596-1660) som år 1627 inkom till Sverige, där han blev överstelöjtnanten vid Upplands regemente. Han har inte kunnat placeras i någon skotsk familj i arkivkällor, men uppges ha tillhört en gren av den skotska klanen Nesbitt/Nisbet. Med sin första hustru Christina Greij fick han sonen Wilhelm Nisbeth (död 1695) som var kapten vid Upplands infanteri. Han var gift två gånger. 
Första hustrun, Sophia Böllja, var syster till hans styvmor, och deras mor var en Månesköld af Seglinge. Andra hustrun var Margareta Duwall. Wilhelm Nisbeth ska enligt uppgift i en av honom odaterad skrivelse till lantmarskalken ha blivit naturaliserad den 13 december 1664 som svensk adelsman med uppgifter om att han var av skotsk adlig ursprung. men då varit förhindrad att söka introduktion. Han introducerades istället på nummer 828 den 22 november 1675 och skrev sig till Osmunstad och Ölstad. Ätten uppflyttades den 3 november 1778  i den då återinrättade andra klassen, riddarklassen.
Hans äldste son Axel Nisbeth var regementskvartermästare och gift med Brita Maria Storckenfelt, vars mor var en Ulfsax. Den äldste sonen löjtnanten Pehr Gustaf Nisbeth var gift med Märta Christina Skutenberg. Huvudmannagrenen fortgick med deras tredje son major Johan Axel Nisbeth, gift med Gertrud Pfeiff, vars mor var en Lilljemarck. Genom testamente från hustruns moster övergick fideikommisset Tisslinge i ätten Nisbeths huvudmannagren.
En yngre gren, via Carl Magnus Nisbeth, övergick på 1700-talet i polsk och fransk tjänst och ättegrenen utgick i Sverige. En annan yngre gren, härstammande från den förres bror Axel Nisbeth till Kulla återkom till Sverige efter utländsk tjänst och var gift med Anna Beata Bäfverfelt. Ättlingar till denne blev genom äktenskap med Bratt af Höglunda brukspatroner i Värmland.

## Vapenbeskrivning
Någon variant av Nesbitt/Nisbet-vapnet där skölden som är delad i tre fält med ett huvud i vardera fältet är inte känd från de brittiska öarna. Det äldsta belägget är från huvudbaneret för William Nisbeth som fått sitt namn efter godset Nisbeth i grevskapet Berwickshire där klanhövdingens sköldemärke är tre avslitna svarta vildsvinshuvud med tre betar och tungor i ett fält av silver. 
Skölden är fördelad i tre fält, det översta fälten är av rött på dexter, silver på sinister och längst ner gult. Alla fält innehåller ett brunt björnhuvud med nosen vänd mot dexter. Det är möjligt att Wilhelm Nisbeth eller en anfader, om de inte har antagit vapnet oberoende av det tidigare klanvapnet med tre vildsvinshuvud, genom en missuppfattning vid någon tidpunkt kommit att tolkas som tre björnhuvuden. Hjälmprydnaden är ställd i en pärlkrona med en försilvrad arm med en värja i handen mellan två påfågelsfjädrar.

## Stamtavla (urval)
Per Gustaf Nisbeth (1690–1773), löjtnant
- Johan Axel Nisbeth (1720–1777), major
  - Per Gustaf Nisbeth (1752–1808), överjägmästare
    - Gustaf Adolf Nisbeth 1781–1847, löjtnant
      - Gustava Nisbeth (1816–1891), skolledare

    - Carl Vilhelm Nisbeth (1790–1860), major
      - Carl-Gösta Nisbeth (1822–1880), kammarherre
        - Carl Nisbeth (1849–1919), civilingenjör, direktör
          - Carl Wilhelm Nisbeth (1886–1961), agronom

        - Ernst Nisbeth (1851–1912), tecknare, målare
        - Claes Nisbeth (1853–1933), agronom
          - Gunnar Nisbeth (1882–1940), officer, distriktslantmätare
            - Bertil Nisbeth (1920–2009), avdelningsdirektör vid FMV
            - Åke Nisbeth (1926–2008), konsthistoriker och antikvarie

  - Johan Axel Nisbeth (1763–1845), ryttmästare
    - Axel Henrik Nisbeth (1800–1853), kapten
      - Waldemar Nisbeth (1841–1907), överste
- Gustaf Adolf Nisbeth (1731–1808), kapten
  - Fredrik Adolf Nisbeth (1768–1850), major
    - Per Fredrik Nisbeth (1803–1897), tulldistriktschef
      - Georgina Nisbeth (1830–1912), skolledare
      - Fredegunda Nisbeth (1833–1875), skolledare
      - Hugo Nisbeth (1837–1887), publicist
      - Josefina Nisbeth (1840–1927), konstnär
      - Natalia Nisbeth (1842–1929), översättare
      - Sixten Nisbeth (1843-1920), bankdirektör
        - Folke Nisbeth (1881-1958), agronom
          - Bo Nisbeth (1910-1985), förste inspektör
            - Ulf Nisbeth (född 1949), leg läkare, fil kand
              - Ellen Nisbeth (född 1987), violast